# Zelotes clivicola
Zelotes clivicola este o specie de păianjeni din genul Zelotes, familia Gnaphosidae. A fost descrisă pentru prima dată de L. Koch, 1870. Conform Catalogue of Life specia Zelotes clivicola nu are subspecii cunoscute.